# Dipoena latifrons
Espèce
Dipoena latifrons est une espèce d'araignées aranéomorphes de la famille des Theridiidae.

## Distribution
Cette espèce est endémique d'Alsace en France,.

## Description
Le mâle holotype mesure 2,2 mm.

## Publication originale
- Denis, 1951 : Araignées d'Alsace. Bulletin de la Société Entomologique de France, vol. 55, p. 137-141.